# Triangolo semiotico

Il triangolo semiotico

Il triangolo semiotico è un modello di come i simboli acustici si relazionano agli oggetti che rappresentano. In termini semiotici,  è una rappresentazione geometrica della significazione (la relazione), esistente tra il significante e il significato. Fu proposto da due autori inglesi, il linguista e filosofo Charles Kay Ogden (1889-1957) e il critico letterario Ivor Armstrong Richards (1893-1979), nell'opera Il significato del significato: studio dell'influsso del linguaggio sul pensiero e della scienza del simbolismo (The Meaning of Meaning: A Study of the Influence of Language upon Thought and of the Science of Symbolism).
Ai vertici del triangolo, Ogden e Richards posero i termini symbol, thought e referent, cioè 'simbolo', 'pensiero' e 'referente'. Al termine thought è stato talvolta preferito dagli autori reference ('riferimento'), ma nel corso del tempo altri autori hanno usato diverse triadi di nomi dal significato più o meno trasparente (segno, concetto e denotato; forma, significato e referente; nome, senso e cosa). La tripartizione in sé stessa viene generalmente accettata. Essa peraltro corrisponde alla formula scolastica:
In questa formula, vox corrisponde al simbolo, conceptus al pensiero e res al referente.
Nella terminologia del linguista svizzero Saussure (1857-1913), il simbolo può essere inteso come il significante, il pensiero è il significato e il referente è la cosa. Anche il filosofo del linguaggio Gottlob Frege adotta il modello tripartito ma usa una terminologia lievemente diversa: chiama “senso” l’elemento mentale, e “significato” il referente fisico.
Questa rappresentazione geometrica evidenzia il rapporto diadico tra gli elementi, di modo che sussistono due relazioni dirette (tra pensiero e simbolo, da un lato, e tra pensiero e referente, dall'altro) e una relazione indiretta, quella tra simbolo e referente: il pensiero funge da mediatore tra le forme linguistiche e i referenti reali.
Il linguista ungherese Stephen Ullmann (1914-1976), seguendo in ciò Saussure, ha sottolineato come il lato sinistro del triangolo sia specifica pertinenza della linguistica, mentre il lato destro attiene più alla riflessione filosofica.